# Chondrilla (plant)
Chondrilla is een geslacht uit de composietenfamilie (Asteraceae). De soorten komen voor in Eurazië. 

## Soorten
- Chondrilla acantholepis Boiss.
- Chondrilla ambigua Fisch. ex Kar. & Kir.
- Chondrilla aspera (Schrad. ex Willd.) Poir.
- Chondrilla bosseana Iljin
- Chondrilla brevirostris Fisch. & C.A.Mey.
- Chondrilla canescens Kar. & Kir.
- Chondrilla chondrilloides (Ard.) H.Karst.
- Chondrilla crepoides L.
- Chondrilla cymosa Poir.
- Chondrilla evae Lack
- Chondrilla gibbirostris Popov
- Chondrilla graminea M.Bieb.
- Chondrilla hispida (Pall.) Poir.
- Chondrilla hookeriana Iljin
- Chondrilla juncea L. - Knikbloem
- Chondrilla kusnezovii Iljin
- Chondrilla laticoronata Leonova
- Chondrilla latifolia M.Bieb.
- Chondrilla leiosperma Kar. & Kir.
- Chondrilla lejosperma Kar. & Kir.
- Chondrilla macra Iljin
- Chondrilla macrocarpa Leonova
- Chondrilla maracandica Bunge
- Chondrilla mariae Podlech
- Chondrilla mujunkumensis Iljin & Igolkin
- Chondrilla ornata Iljin
- Chondrilla pauciflora Ledeb.
- Chondrilla phaeocephala Rupr.
- Chondrilla pinnatifida Poir.
- Chondrilla piptocoma Fisch. & C.A.Mey.
- Chondrilla ramosissima Sm.
- Chondrilla rouillieri Kar. & Kir.
- Chondrilla sedunensis Angreville
- Chondrilla setulosa C.B.Clarke ex Hook. f.
- Chondrilla speciosum Steven
- Chondrilla spinosa Lamond & V.A.Matthews
- Chondrilla taraxacum (L.) Stokes
- Chondrilla tenuiramosa U.P.Pratov & Tagaev
- Chondrilla uniflora Larrañaga
- Chondrilla urumoffii Degen
- Chondrilla venetum (L.) Woods.
- Chondrilla yossii Kitam.